# Julia Novikova
Julia Novikova, född Julia Siedina den 9 november 1980. Rysk orienterare med ett VM-silver och ett EM-silver på meritlistan. Gift med Valentin Novikov.